# Polymerfieber
Polymerfieber, auch Polymerrauch-Fieber (engl. polymer fume fever) oder Teflonfieber (engl. teflon flu), ist die Bezeichnung für eine Erkrankung beim Menschen, die durch giftige Verbrennungsprodukte von Fluorpolymeren entsteht.

## Vorkommen und Ursachen
Die meisten berichteten Fälle betreffen Industriearbeiter, oft nach dem Rauchen kontaminierter Zigaretten. Neben den namensgebenden grippeähnlichen Allgemeinsymptomen (Fieber, Schwächegefühl) kommt es durch eine Reizung der tiefen Atemwege und Alveolen zu Atembeschwerden mit Röntgenzeichen ähnlich der Pneumonie. In schweren Fällen kann ein Lungenödem entstehen; auch Todesfälle wurden beschrieben.
Auch im Haushalt, vor allem bei unsachgemäßem Umgang mit Teflon-beschichteten Produkten wie Kochgeschirr, Backöfen, oder Bügeleisen ist eine Vergiftung möglich. Wenn Teflon (Polytetrafluorethylen, PTFE) zu stark erhitzt wird, zersetzt es sich in giftige Fluor-Verbindungen. Es gibt einzelne Fallbeschreibungen mit überhitzten Teflon-Pfannen, außerdem mit einem teflonhaltigen Trennmittelspray.
Todesfälle sind bislang nur aus der industriellen Fertigung bekannt, wo die Temperaturen oft höher liegen als im Haushalt und auch Stäube dieser Fluorkunststoffe auftreten können. Die Erkrankung kann z. B. bei Chemiearbeitern als Berufskrankheit anerkannt werden. Wegen der Gefahr durch als Stäube eingeatmeter und zu giftigen Gasen abgebauter Fluorpolymere ist Rauchen in PTFE-verarbeitenden Produktionsbereichen verboten.
Die Zersetzungsdämpfe von Fluorpolymeren sind auch für viele Vogelarten hochgiftig. Im Haushalt gehaltene Ziervögel wie Papageien und Kanarienvögel können ernsthafte neurologische und respiratorische Probleme entwickeln (Atmung mit offenem Schnabel, ruckartige Schwanzbewegungen und hörbares heiseres Atmen), worauf dann in der Regel schnell der Tod folgt.